# Хуаншуй
Хуаншу́й, Хуаншуйхэ́ (кит. упр. 湟水河), также известная как Сининхэ́ (кит. упр. 西宁河) — река в северо-западном Китае, приток Хуанхэ.

## География
Река берёт начало в уезде Хайянь провинции Цинхай на южных склонах хребта Хэйшань и течёт на юго-восток мимо озера Кукунор (от которого её отделяет хребет Жиюэшань). В уезде Хуанъюань река поворачивает на восток, протекая сквозь Хуанчжун, Синин, Пинъань, Лэду и Миньхэ-Хуэй-Туский автономный уезд (где в неё впадает Датунхэ). Далее река попадает на территорию городского округа Ланьчжоу провинции Ганьсу, где течёт сквозь Хунгу и впадает в Хуанхэ.

## Топонимика
В честь реки Хуаншуй названы уезды Хуанъюань и Хуанчжун.